# Будинок звукозапису Українського радіо
Будинок звукозапису Українського радіо (БЗЗ) — концертно-студійний комплекс Українського радіо в складі Національної суспільної телерадіокомпанії України, розташований в м. Києві. Велика концертна студія БЗЗ дозволяє записувати великі оркестрові та хорові колективи і є однією з найбільших подібних студій в Європі.
Велика концертна студія Будинку звукозапису слугує репетиційною базою та основним концертним майданчиком для творчих колективів — радіоансамблів Українського радіо:
- Заслуженого академічного симфонічного оркестру Українського радіо,
- Академічної хорової капели Українського радіо,
- Академічного оркестру народної та популярної музики Українського радіо,
- Великий дитячий хор Українського радіо,
- Тріо бандуристок Українського радіо.

Квитки на концерти, що відбуваються в Будинку звукозапису, доступні на ресурсах kontramarka  та concert.ua.  

## Історія появи та технічні характеристики
Проєкт студії був розроблений у 1962 році, будівництво тривало з 1967-го по 1972 рік. Це одна з п'яти найбільших студій звукозапису Східної Європи, зведених за однаковим проєктом. Подібні студійні комплекси звукозапису були побудовані ще у Братиславі, Москві, Будапешті та Ташкенті.
Будинок звукозапису, побудований спеціально для запису великих оркестрових та хорових колективів, має унікальні акустичні параметри і до сьогодні лишається найбільшим професійним спеціалізованим студійно-концертним комплексом України з найбільшим симфонічним сценічним простором. Будинок звукозапису декілька різних за розмірами та функцією студій, оснащених сучасним цифровим обладнанням:
- Велика концертна студія БЗЗ, об'ємом у 9800 м3, призначена для запису всіх видів академічної музики та колективів;
- мала концертна студія, призначена для записів колективів до 35 осіб (естрадно-симфонічний оркестр, камерний хор та ансамбль);
- студія для запису літературно-драматичних виробництв, радіопостановок та окремих солістів;
- а також кілька студій для записів естрадної музики, студії для виробництва радіопередач, технічних приміщень для прослуховування та монтажу фонограм.[5]

## Культурне значення
Протягом кількох десятиліть у студіях БЗЗ записувалися провідні виконавці української музичної культури. Зокрема, тут були створені перші записи Софії Ротару, Назарія Яремчука, Володимира Івасюка, Василя Зінкевича. Голоси Євгенії Мірошниченко, Анатолія Солов'яненка, Анатолія Кочерги, Івана Паторжинського, Зої Гайдай, Бориса Гмирі, Івана Козловського, Бели Руденко, Юрія Гуляєва, Дмитра Гнатюка, Галини Туфтіної, Марії Стеф'юк, Людмили Юрченко, наповнюють ефіри каналів Українського радіо, таким чином виконуючи функцію передання культурного надбання нації прийдешнім поколінням українців.
Поряд з видатними солістами-вокалістами тут записувались шедеври у виконанні видатних диригентів, солістів-інструменталістів ефірі звучать також яскраві солісти інструменталісти різних епох: Ігор Ойстрах, Святослав Ріхтер, Костянтин Симеонов, Натан Рахлін, Степан Турчак, Микола Петров, Володимир Крайнєв, Марія Чайковська, Микола Сук, Олег Криса, Ліяна Ісакадзе, Богодар Которович, Олександр (Олесь) Семчук, Ада Роговцева, Богдан Ступка, та багато інших. Такі видатні актори як Ада Роговцева, Богдан Ступка, Наталія та Ольга Сумські, Богдан Бенюк, Анатолій Хостікоєв, Анатолій Паламаренко та багато інших створили національну антологію українського радіотеатру.
Протягом десятиліть роботи у Будинку звукозапису створено аудіо архів — Фонд Українського радіо, де зберігається 110 000 найменувань записів.